# ランボル
ランボル・グループ (Ramboll Group A/S) （単に「ランボル (Ramboll)」とも呼称）は、コンサルティング・エンジニアリング企業グループ。

## 沿革
ランボルは1945年10月にコペンハーゲンで「ランボル＆ハンネマン」という社名で設立された。 1991年、同社は「B.ホイルン・ラスムッセンA/S」と合併し、「ランボル・ハンネマン＆ホイルンA/S」と社名を変更した。 2003年、同社はスウェーデンのスカンディアコンサルトと合併し、北欧で最大のコンサルティング・エンジニアリング会社になった。

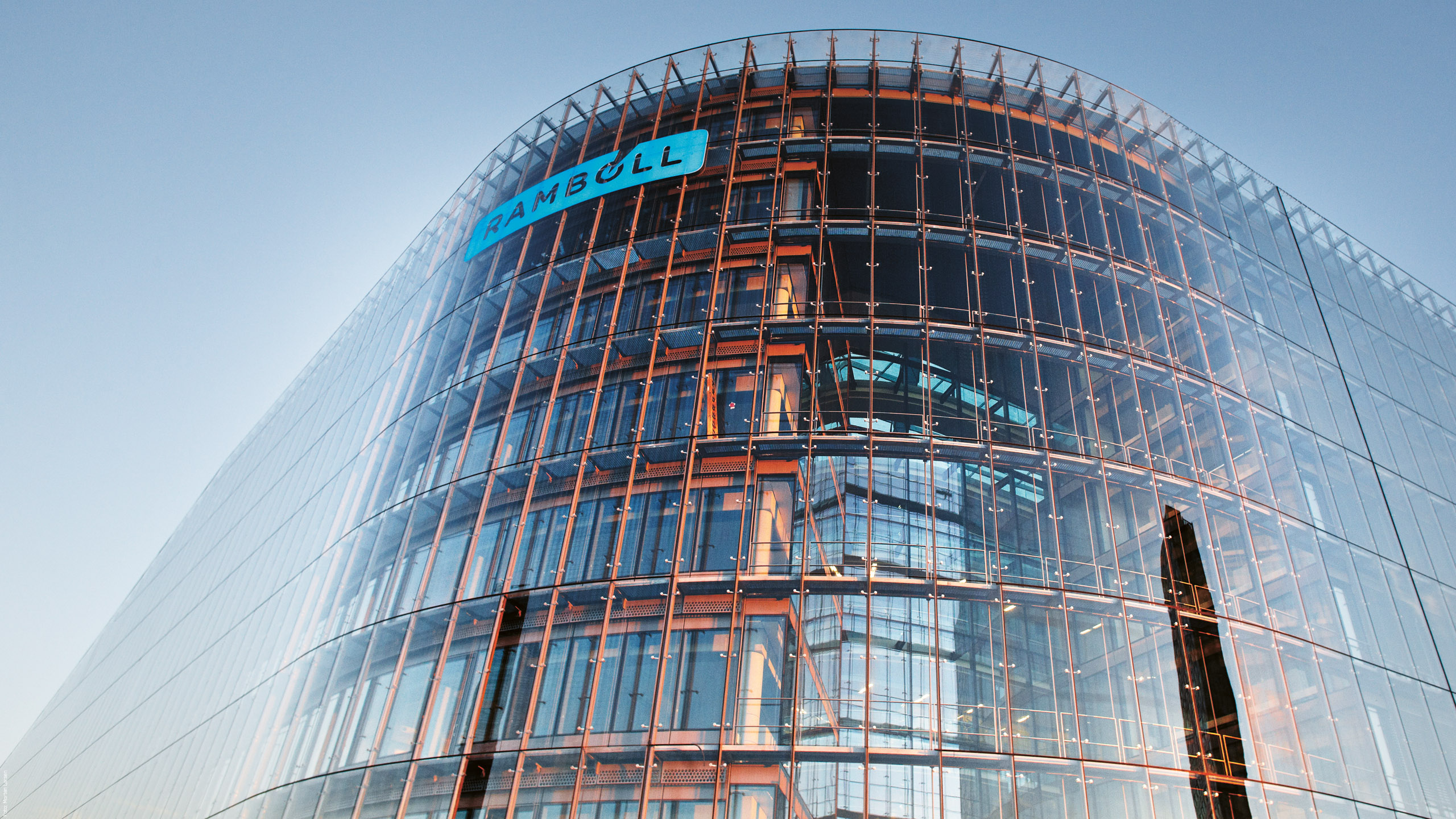
デンマーク、コペンハーゲンのオレスタッドにあるランボルの本社の写真

2007年の夏、ランボルは、英国を拠点とするエンジニアリング会社ウィットビーバードを買収したことにより、地理的なプレゼンスを高めた。 ウィットビーバード買収時、同社は680人を雇用し、英国全土、イタリア、インド、アラブ首長国連邦にオフィスを構えていた。 2008年4月、インドの通信設計会社ImIソフトを買収したことにより、インドにおけるランボルのプレゼンスが高まった。

### 1945–1991：設立と黎明期の成長
ランボルは、1945年10月にコペンハーゲンでボー・ヨハネス・ランボル（1911-2009）とヨハン・ゲオ・ハンネマン（1907-1980）によって「ランボル＆ハンネマン」として設立された。二人はデンマーク工科大学（DTU）で働き、学んだ。彼らの最初のプロジェクトには、衣料品工場の屋根のデザインと、コペンハーゲンのテーマパーク「チボリ公園」での「バロンギンゲン」観覧車があった。彼らは、1950年以降、デンマークの放送技術サービス（Radioingeniørtjenesten）からデンマークとノルウェーに放送塔を建設する大口契約を受注した。これは、発電所用の高圧鉄塔やノルウェー電話局との業務の足掛かりとなった。コペンハーゲンとオーフスの事務所に加えて、1976年にオスロに支店を開設した。

### 1991–2003：北欧地域での業務拡大
1991年に同社は「B.ホイルン・ラスムッセンA/S」と合併し、「ランボル、ハンネマン＆ホイルンA/S」を設立。 2003年にスカンディアコンサルトとさらに合併したことで、同社は北欧地域最大のコンサルティング・エンジニアリング会社になった。

### 2003年〜現在：国際的な成長
2006年、同社はノルウェーのStorvik＆Coを買収。
2007年8月、ランボルは英国を拠点とする非上場のエンジニアリング会社ウィットビーバードを買収。買収時、ウィットビーバードは680人を雇用し、英国、イタリア、インド、アラブ首長国連邦に拠点を構えており、2003年のスカンディアコンサルトとの合併以来、ランボルグループによる最大の買収となった。
2011年3月、ランボルは英国を拠点とする非上場のエンジニアリング会社ギフォードを買収。ギフォードもまた、世界各国に拠点を構えている。 
また、2011年3月、ランボルはDONG Energy （現オーステッド (Ørsted A/S)）の電力エンジニアリング部門であるDONG Energy Powerを買収。 
その年の後半、2011年7月、ランボル・インフォーマティックはデンマークのIT企業KMDに売却された。
2014年、ランボルは米国を拠点とする国際的なコンサルティング会社エンヴァイロンを買収し、21か国で1,500人を超える環境・健康科学の専門家を加えた。
2018年、ランボルは北米のエンジニアリング・設計コンサルティング会社OBG（正式にはO'Brien＆Gere ）を買収し、950人のコンサルタントを加え、ランボルの北米でのプレゼンスを高めた。2019年1月1日の時点で、ランボル・アメリカは、ブラジル、カナダ、メキシコ、および米国のエンジニアリングと科学の専門家集団となる。
2019年12月、ランボルは2020年1月2日付でヘニング・ラーセン・アーキテクツの買収を発表した。
2020年は、COVID-19による世界的な健康危機と、その結果としての世界中の社会と経済の部分的かつ完全な封鎖を伴う、前例のないほど挑戦的な年だった。パンデミックによって引き起こされた不確実さと急速な変化に鑑みれば、 2020年のランボルの財務実績は満足のいくものだった。

## 株主
ランボル・グループA/Sのすべての株式は、ランボル財団（株式の約97.5％）とランボル・パートナーズというランボルの従業員株主（株式の約2.5％）が所有している。 

## 組織
ランボル・グループA/Sには、北欧諸国を含むいくつかの欧州諸国に子会社を持つビジネスユニット、バルト諸国の会社と拠点、および世界中のプロジェクト拠点がある。

### 経営層
ランボル・グループ取締役会議（GDF）は、グループCEO、グループCFO、グループ最高開発責任者、グループ最高マーケティング責任者、8つの戦略ビジネスユニットの常務取締役、および4つの営業地域取締役で構成されている。GDFがランボル・グループの運営管理機関である。

### ビジネスユニット
- ランボル・デンマーク
- ランボル・スウェーデン
- ランボル・ノルウェー
- ランボル・フィンランド
- ランボルUK（以前のRamboll Whitbybird） [15]
- ランボル中東・アジア
- ランボル経営コンサルティング
- ランボル・オイル＆ガス
- ランボル・エネルギー[16]
- ランボル計画・都市設計
- ランボル環境・健康
- ランボル・ウォーター[16]
- ランボル・アメリカ（アメリカ、カナダ、メキシコ、ブラジル）

## 大規模プロジェクト

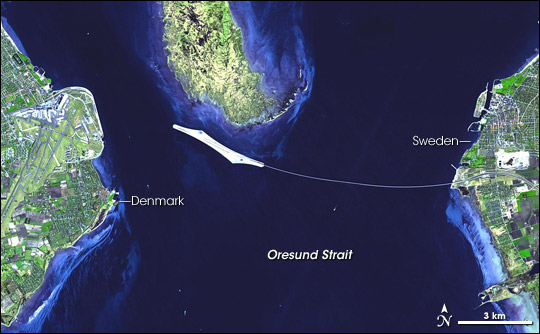
エーレスンド橋の衛星画像。

ランボルは多くの国際的な大規模プロジェクトに関与している。例として、デンマークのコペンハーゲンとスウェーデンのマルメを結ぶエーレスンド橋（1995〜 1999年）の工事で重要な役割を果たした。 この橋はデンマークで最も重要なインフラの1つである。エーレスンド鉄道と同様に、国際的な欧州自動車道路E20号線が、この橋を通っている。

ランボルは、E-ELTの建設期間中ESOをサポート。

ランボルは、グレートベルトブリッジの計画と建設（1988～1998年）にも参画。 この橋は、大ベルト海峡の真ん中にある小島スプロウエ島を経由して、シェラン島のハルスコフとフュン島のクヌードショブの東西18kmを結ぶ、複線の鉄道と4車線の高速道路の建設を伴った。

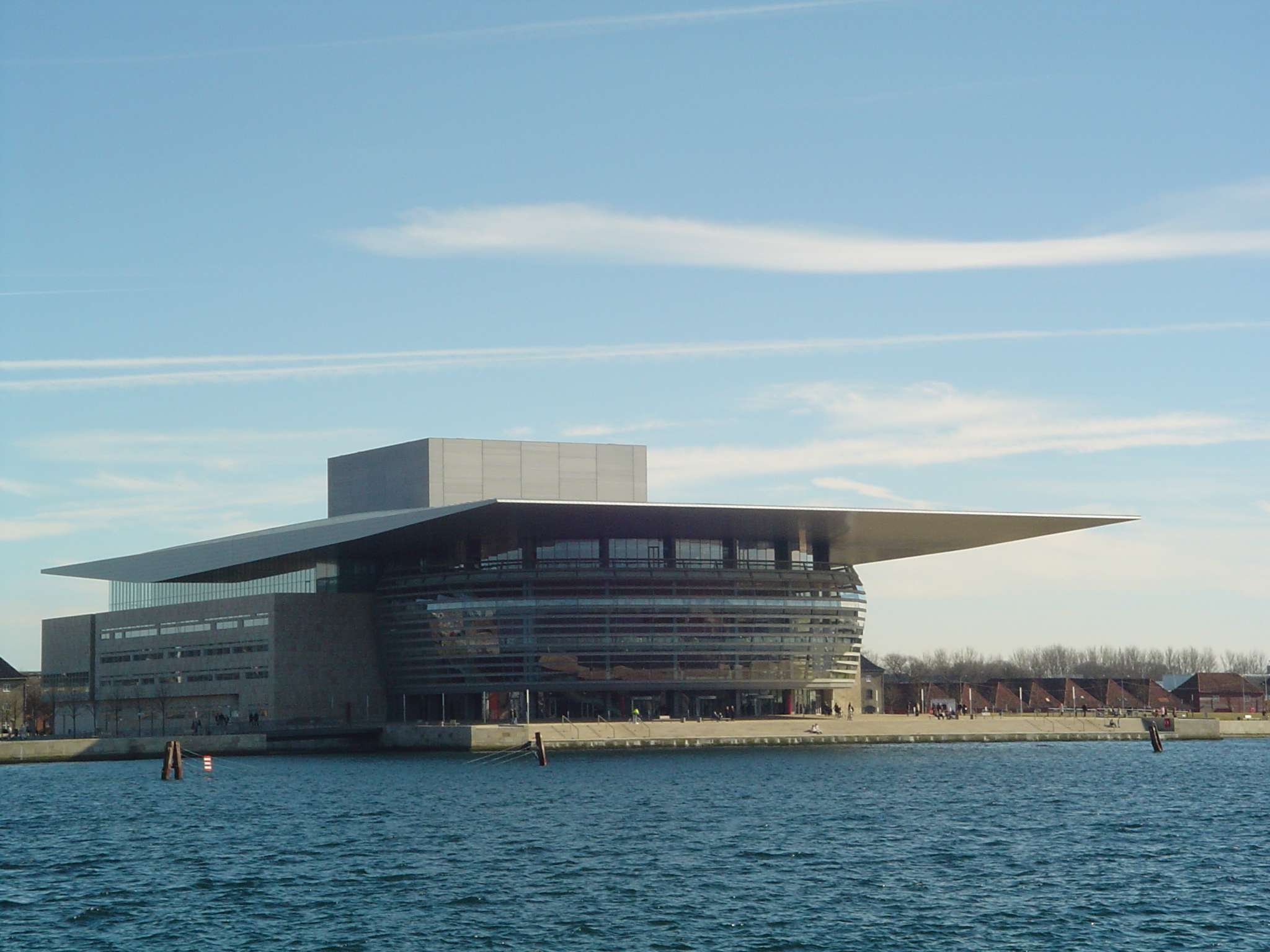
コペンハーゲンオペラハウス2005

ランボルは、新しいデンマーク王立歌劇場となるコペンハーゲンオペラハウスの幹事エンジニアリング会社となった。 プロジェクトの幹事コンサルタントとして、ランボルは設計、消防・安全、プロジェクト管理、構造エンジニアリング、物理探査エンジニアリング、地盤エンジニアリング、HVACエンジニアリング、電気エンジニアリング、橋梁エンジニアリング、交通エンジニアリング、交通計画、交通安全サービスを提供。 本業務は2001年から2004年にかけて実施。
本オペラハウスの建屋の特徴は、建物全体を覆う巨大な屋根が港の正面まで伸びていることにある。158メートル×90メートルの大きさを持つオペラハウスの屋根は、世界最大の屋根構造の1つ。ランボルがヘニング・ラーセン設計事務所と協力して実現した革新的な屋根のデザインにより、本オペラハウスは「2008 IABSE（国際構造工学会）優秀構造賞」を受賞。本オペラハウスを受賞者として選んだ委員会は、屋根のデザインと橋梁建設の原理の活用を称賛。これらの原理が、ホワイエの柱から屋根の最も遠い角まで、長さ43メートルの屋根に強度、安定性、剛性をもたらしている。
ランボルは、2016年6月17日にロンドンにオープンした世界で最も訪問者の多い近代美術館である新しいテートモダンの増築の構造設計を担当した。
ランボルは現在、北欧諸国のインフラ連係に関するいくつかのプロジェクトを担当。  これらの中には、欧州横断ネットワークと世界最長の沈埋トンネルであるフェーマルン・ベルトトンネルなどのプロジェクトがある。
国際的には、ランボルは、シカゴ・レイクサイド開発、アブダビのフェラーリワールド、サウジアラビアのアブドラ王石油研究研究センター、オスロの新しい国立美術館などのプロジェクトにも参画している。

## 日本のプロジェクト
日本では、主に洋上風力発電に関する技術コンサルティング業務を提供している。